# Xiphasia
Xiphasia es un género de peces de la familia de los blénidos en el orden de los Perciformes.

## Especies
Existen las siguientes especies en este género:
- Xiphasia matsubarai (Okada & Suzuki, 1952)
- Xiphasia setifer (Swainson, 1839)